# Emma Mærsk
Emma Mærsk je danski kontejnerski brod u vlasništvu kompanije A. P. Moller-Maersk Group, izgrađen u brodogradilištu Odense Steel Shipyard 2006. godine. Prvi brod iz istoimene klase još šest jednakih brodova, najvećih kontejnerskih dotad izgrađenih. Trenutno peti najveći i najduži teretni brod u upotrebi.
 Službeni kapacitet utovara od 11 000 TEU (6 metarski kontejner, Twenty-Foot Equivalent Unit) u skladu je s metodom izračuna kompanije Maersk.

## Kapacitet
Prema standardnim izračunima, kapacitet utovara znatno je veći u odnosu na deklarirani kapacitet — između 13 500 i 15 200 TEU. Razlika između službenih i procijenjenih podataka uzrokovana je praksom kalkulacije kapaciteta kompanije Maersk prema težini, u ovom slučaju od 14 tona po kontejneru, koja može biti ukrcana na brod, što za Emmu Mærsk iznosi 11 000 kontejnera. Druge kompanije kapacitet ukrcaja baziraju na maksimalnom mogućem broju ukrcanih kontejnera, bez obzira na težinu samih kontejnera, koji je uvijek veći u odnosu na Maerskovu metodu izračuna.

## Povijest
Brod je izgrađen u Odenseu u Danskoj. Lipnja 2006., za vrijeme izgradnje, zavarivanje je izazvalo požar u nadgrađu, koji se brzo proširio kroz smještaje za posadu i most. Ubrzo je popravljen te je na ceremoniji krštenja 12. kolovoza 2006., nazvan je po pokojnoj supruzi vlasnika i osnivača kompanije Mærska Mc-Kinney Mollera. Na prvo putovanje isplovio je 8. rujna 2006. iz Århusa, sa zaustavljanjima u Göteborgu, Bremerhavenu, Rotterdamu, Algecirasu, i Sueskom kanalu, te dolaskom u Singapur 1. listopada. Na povratak u Europu isplovio je idućeg dana, s pristajanjima u Shenzhenu, Kobeu, Nagoyi, i 10. listopada 2006. u Jokohami. Nakon povratka u Shenzhen, daljni put je vodio preko Hong Konga, kontejnerske luke Tanjung Pelepas, Sueskog kanala, Felixstowea, Rotterdama, Bremerhavena, i Gothenburga do Århusa, gdje je uplovio 11. studenog 2006. Krajem 2006., mediji su izvjestili o prijevozu velikog tovara potrošačke robe iz Kine u Europu, i prevozu otpada iz Europe u Kinu, namijenjenom reciklaži, na povratnom putovanju, što je izazvalo Kinesku upravu za zaštitu okoliša na obećanje da će "pomno pratiti napredak istrage o iskrcavanju britanskog smeća u južnu Kinu", te je dodano da niti jednoj kompaniji u području nije izdana dozvola za uvoz otpada.

## Raspored plovidbe
Redovna putovanja uključuju Ningbo, Xiamen, Hong Kong, Yantian, Tanjung Pelepas, Algeciras, Rotterdam, Bremerhaven i Ningbo.

## Pogon itrup
Pogonski stroj je Wärtsilä-Sulzer 14RTFLEX96-C, trenutno najveći dizelski motor na svijetu, težak 2300 tona s 109 000 konjskih snaga (82 MW). Nekoliko je rješenja primijenjeno radi zaštite okoliša, kao skupljač i kogenerator ispusnih plinova koji se usmjeravaju u parni generator, povezan s električnim generatorima radi proizvodnje električne energije. Na taj način stvara se ekvivalent od 12% proizvodnje električne energije glavnog motora. Dio ispusnih plinova koristi se također i za zagrijavanje prostora za posadu. Umjesto biocida koje kao sredstvo protiv balanida (priljepci, eng. barnacles) koristi većina pomorske industrije, korištena je posebna silicijska boja, što osim smanjenja potrošnje goriva radi manjeg otpora štiti i okoliš nekorištenjem toksičnih boja. Također, smatra se da silicijska boja korištena ispod vodene linije radi stvaranja manjeg otpora štedi 1200 tona goriva godišnje. Brod raspolaže s bulb profil pramcem što je standardna značajka svih suvremenih brodova.